# 堀江ひとみ
堀江 ひとみ（ほりえ ひとみ、1935年（昭和10年） - 2012年（平成24年）4月15日）は、日本の社会運動家。反暴力団活動家。暴力団被害者の会会長。兵庫県出身。

## 生涯
兵庫県出身。元々は主婦だったが、1985年（昭和60年）に尼崎市で暴力団抗争の流れ弾で当時19歳だった一人娘を奪われて以来、暴力団追放運動に人生を捧げた。
実行犯が逮捕された後、弁護士の垣添誠雄と共に暴力団組長に損害賠償請求訴訟を初めて起こし、4,000万円の和解金を勝ち取る。4,000万円の和解金の一部で設立した「まや基金」は、後に「暴力団被害者の会」「暴力団被害救済基金」へとつながった。
娘の位牌を抱き、和服姿で暴力団追放運動のために全国を駆け回り、暴力団の発砲事件で犠牲になった家族たちの支援にも飛んでいった。
暴力団からの脅迫が繰り返され、電車を待つ駅のホームで突き落とされかけたことも一度や二度ではなかった。
ヤクザを向こうに回しての人生は「マルタイ」（要保護対象）としての生き方を余儀なくされたが、兵庫県警の捜査員たち、裁判を支えた検事や弁護士、学生たちに支えられ「お母さん」と慕われ活動を継続した。
2012年（平成24年）4月15日、静岡県河津町の自宅で心不全で死去。享年77。

## メディア出演
- 映像'03 MBSテレビ（2003年9月28日放送）[4]
- 峰竜太のナッ得ニッポン BS朝日（2007年11月19日放送）[5]